# 他鲁语
他鲁语(tʰa31 lu55 su55)也称他留话，是一种在永胜县和华坪县由约10,000余名使用者使用的彝语支语言。Zhou (2004)记录了六德乡他鲁语。Bradley (2004)报告他鲁语(自称: tʰa31 lu̠55)主要在永胜县东北六德乡的4个村、毗邻的宁蒗彝族自治县南部的宁蒗坪村和华坪县东北的通达傈僳族乡由10,138人使用。他鲁语有清鼻音和清边音。和倮倮泼语有关。
一种和它关系很紧密的语言叫纳咱语在永胜县六德乡六德村纳咱村、六德乡的2个村，和板桥（三板桥？）村使用。